# David Dundas (British Army)
 (septembre 2024).
Pour les articles homonymes, voir Dundas.
David Dundas (1735?, Édimbourg – 18 février 1820, Hôpital royal de Chelsea, Londres) est un général britannique qui est « Commander-in-Chief of the Forces » (commandant en chef des forces armées) de 1809 à 1811.
Il participe notamment aux guerres de la Révolution française en Corse.